# Justyn Piskorski
Justyn Aleksander Piskorski (ur. 9 stycznia 1971 w Kożuchowie) – polski prawnik, karnista, doktor habilitowany nauk prawnych, członek Komisji Weneckiej, członek zagraniczny Narodowej Akademii Nauk Prawnych Ukrainy, sędzia Trybunału Konstytucyjnego zaprzysiężony 18 września 2017, wybrany w 2017 przez Sejm VIII kadencji na sędziego na miejsce obsadzone już przez Krzysztofa Ślebzaka. Specjalizuje się w prawie karnym, prawie międzynarodowym i polityce kryminalnej, nauczyciel akademicki Uniwersytetu im. Adama Mickiewicza w Poznaniu.

## Życiorys
Jest absolwentem prawa na Wydziale Prawa i Administracji Uniwersytetu im. Adama Mickiewicza w Poznaniu (1995) oraz prawa porównawczego na Reńskim Uniwersytecie im. Fryderyka Wilhelma w Bonn (1998). W 2002 otrzymał stopień doktorski na podstawie pracy pt. Odpowiedzialność karna cudzoziemców w świetle polskiego prawa (promotorem był Andrzej Jan Szwarc). Habilitował się w 2014 na podstawie oceny dorobku naukowego i rozprawy Legitymizacja prawa karnego Unii Europejskiej.
Pracuje na stanowisku profesora uczelni w Zakładzie Prawa Karnego macierzystego wydziału, gdzie od 1 września 2017 pełni funkcję kierownika katedry. Ukończył aplikację prokuratorską w Prokuraturze Wojewódzkiej w Poznaniu. Ponadto jest byłym ekspertem Instytutu Sobieskiego, członkiem Fundacji Uniwersyteckich Poradni Prawnych oraz przedstawicielem wojewody wielkopolskiego w Radzie Kuratorów Fundacji Zakłady Kórnickie. Od 2013 pełni funkcję zastępcy redaktora naczelnego Humanistycznych Zeszytów Naukowych – Prawa Człowieka. Od 2017 pełni funkcję wiceprzewodniczącego Rady Naukowej Instytutu Ekspertyz Sądowych im. Jana Sehna w Krakowie.
Został członkiem Rady Naukowej kwartalnika „Prawo i Więź”.
Na posiedzeniu Narodowej Akademii Nauk Prawnych Ukrainy (Національна академія правових наук України), które odbywało się 28 sierpnia 2020 r. w Połtawie, w uznaniu zasług naukowych oraz współpracy z Akademią  został jednogłośnie wybrany do grona Akademii jako jej członek zagraniczny. Wniosek przedstawił prezes Akademii prof. Oleksandr Petryshyn. Prof. Justyn Piskorski jest pierwszym Polakiem w tym gronie.
Wybrany 15 września 2017 do Trybunału Konstytucyjnego, mimo iż stanowisko w Trybunale Konstytucyjnym wówczas było już obsadzone przez prof. Krzysztofa Ślebzaka, który oczekuje na złożenie ślubowania. 18 września Justyn Piskorski złożył ślubowanie przed prezydentem RP.
22 października 2020 jako sprawozdawca był w składzie orzekającym Trybunału Konstytucyjnego, w którym TK wydał wyrok o niezgodności z Konstytucją Rzeczypospolitej Polskiej wykonywania aborcji z powodu ciężkiego i nieodwracalnego upośledzenia płodu albo nieuleczalnej choroby zagrażającej jego życiu. Wyrok Trybunału został negatywnie oceniony pod względem proceduralnym i merytorycznym przez zespół ekspertów pod przewodnictwem prof. Marka Chmaja i doprowadził do licznych protestów przeciwko zmianie przepisów aborcyjnych na ogólnokrajową skalę. W następstwie protestów został poproszony przez współpracowników o rezygnację z kierowania Zakładem Prawa Karnego.
Został powołany do Komisji Weneckiej (Europejska Komisja na rzecz Demokracji przez Prawo) na kadencję 2022-2026.

## Wybrane publikacje
- Odpowiedzialność karna cudzoziemców w Polsce, Warszawa 2003, ISBN 83-7284-776-2
- Unijna polityka karna w świetle polskiego prawa (współredaktor wraz z A. Szwarcem), Poznań 2010, ISBN 978-83-7177-605-2
- Szkoła domowa. Między wolnością a przymusem (red.), Warszawa 2011, ISBN 978-83-927691-1-8
- ponadto rozdziały w pracach zbiorowych i artykuły publikowane w czasopismach prawniczych[1]